# روي غتر
روي غتر (بالإنجليزية: Roy Gater)‏ هو مدرب كرة قدم ولاعب كرة قدم بريطاني في مركز الوسط، ولد في 22 يونيو 1940 في Chesterton, Staffordshire ‏ في المملكة المتحدة، وتوفي في 2 مايو 2017 في بورنموث في المملكة المتحدة. لعب مع بورت فايل ونادي بورنموث ونادي كرو ألكساندرا ونادي ويموث.